# FK Makljen Prozor
FK Makljen je bivši bosanskohercegovački nogometni klub iz Prozora.

## Povijest
Klub je osnovan 1936. godine. Tijekom 1970-ih igrali su Hercegovačkoj nogometnoj zoni, četvrtom stupnju natjecanja nogometnog prvenstva Jugoslavije. Kasnije su igrali u Međuopćinskoj nogometnoj ligi Mostar. U sezoni 1990./91. osvojili su 14. mjesto u Republičkoj nogometnoj ligi BiH – Jug.
Godine 1994. spajanjem Makljena i Rumboka nastaje HNK Rama.